# Porto di Massaua
Il porto di Massaua è un grande porto marittimo eritreo, situato a Massaua sul mar Rosso. È un porto naturale delimitato a nord dalla penisola di Gherar ed a sud alle isole di Taulud e Massaua. È interessato da traffico con navi portacontainer e pescherecci ed è il più importante porto dell'Eritrea.

## Storia

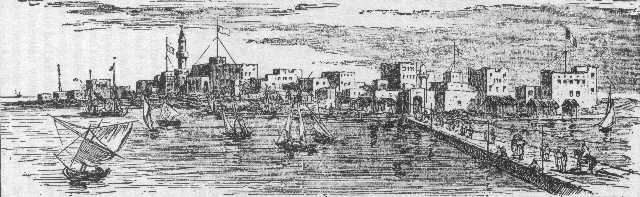
Stampa che rappresenta Massaua nel XIX secolo.

Il porto di Massaua viene citato già nel medioevo da scrittori arabi e nel XVI secolo; fu occupato prima da colonizzatori portoghesi e poi dai turchi. Tra il 1887 e il 1932, durante il colonialismo italiano il porto fu interessato da notevoli lavori di miglioria ed espansione e vide un costante traffico di piroscafi dall'Italia. Dopo un breve periodo sotto il controllo britannico, passò sotto controllo etiope ospitando la Marina militare etiope dal 1952 al 1990.

## Infrastrutture
Il porto dispone di 1007 m di banchine divise in 6 aree d'attracco con pescaggio fino a 12. Il piazzale di stoccaggio copre un'area di 204.000 m².
| Molo | Destinazione     | Lunghezza m | Pescaggio m |
| ---- | ---------------- | ----------- | ----------- |
| 01   | Marineria locale | 176         | 4-6,2       |
| 02   | Ro-Ro            | 150         | 6,2-8       |
| 03   | Cargo            | 137         | 8,3-8,7     |
| 04   | Cargo            | 137         | 8           |
| 05   | Cargo-bulk       | 192         | 8,2         |
| 06   | Multi-uso        | 209         | 12          |